# مغامرات مارتن
مغامرات مارتن (الإنجليزية: Martin Mystery) هو مسلسل رسوم متحركة كندي (إنتاج مشترك بين فرنسا وكندا وإيطاليا) من إنتاج شركات الإنتاج الفني استوديوهات زودياك كيدز الفرنسية وrai fiction الإيطالية و Image Entertainment Corporation الكندية إستنادا على الكتاب الهزلي Martin Mystère
- [1][2][3]

## القصة
يركز المسلسل على الشخصية الرئيسية «مارتن مستري» واخته الغير شقيقة من الأب «ديانا لومبارد».بحسب القصة فإن بعد وفاة ام مارتن تزوج والده بأم ديانا. طالبان في المدرسة الثانوية في مدينة شيربروك، جنوب مقاطعة كيبك الكندية. ويعمل الاخوان لصالح منظمة سرية يُشار لها بـالمركز (The Center). هدف المركز هو حماية كوكب الأرض من التهديدات الخارقة لطبيعة.

## الإعلام
عُرض لأول مرة في كندا على قناة YTV و Discovery Kids باللغة الإنجليزية ثم بث على قناة Vrak.tv الفرنسية. بداية بعام 2003 إلى 2006. في الولايات المتحدة عُرِض على قناة ديزني في عام 2004 ومن ثم نكلوديون ونكتونز من شهر مايو إلى أغسطس 2005.
في العالم العربي تمت دبلجته إلى اللغة العربية وبث على قناة آرتينز وإم بي سي 3.
ْْ

## الشخصيات الرئيسية

### مارتن مستري
مارتن ميستري (Martin Mystery): الشخصية الرئيسية، محقق في «المركز», مراهق في السادسة عشر مهمل، مرح، مهووس فيما يخص الوحوش وخوارق الطبيعة، وقوي، محب للافلام والقصص المصورة الخيالية، تحصيله منخفض، الوحيد في المسلسل الذي يرتدي U-Watch (بحسب الدبلجة: ساعة الغد).

### ديانا لومبارد
ديانا لومبارد (Diana Lombard): أخت غير حقيقية لمارتن في السادسة عشر، شريكة مارتن في «المركز», لا شيء مشترك بينها وبين اخوها، كثيرا ماتدخل في شجارات ورهانات مع مارتن، وترد على مضايقاته بالضرب أو الركل، صرحت انها تحب اخاها مارتن كما لو كان شقيقها، لها شخصية مجتهدة ومنظمة، وتلميذة متفوقة لكن جبانه، حساسة احيانا، تساند اخاها في حل القضايا، تحاول إضافة الجدية في حياة مارتن، أفضل صديقة لها جيني اندرسون (Jenni Anderson) .

### جاڤا
جاڤا (إنسان الكهف) (Java the Caveman) : رجل كهف بدائي بلغ من العمر 200,000 عام، يتحدث بلغة بسيطة وركيكة، صديق مارتن وديانا ويساعدهما في التحقيقات والقضايا، يعمل في تورينغتون طاهيا وبواب، ويتميز بالقوة الجسدية الهائلة والمشاعر النبيلة، محب للسحالي والعناكب، يخاف القطط والمرتفعات والتكنولوجيا، لديه موهبة قالب:تفكير خارج الصندوق والتي تساعد بشكل كبير في مغامرات الفريق، مصدر كبير من الكوميديا في المسلسل نظرا لردود فعله الخارجة عن المألوف.

### م.ا.م
م.ا.م  (M.O.M) : قائدة المركز السرى الذي تعمل لصالحه الشخصيات وتزودهم بالمعلومات والأسلحة.

### بيلي
بيلي (Billy): كائن فضائى، قصير، المرح، اخضر اللون، عمل لصالح المركز بعدما كان قائدا لعصابة.